# Polja smrti
Polja smrti (енгл. The Killing Fields) je biografsko-dramski film iz 1984. godine o režimu Crvenih Kmera u Kambodži, zasnovan na iskustvima dva novinara, Dita Prana i Sidnija Šanberga. Film je režirao Roland Džofe, kome je to bio prvi dugometražni igrani film, a producent filma bio јe Dejvid Patnam za svoju produkcijsku kuću Goldcrest Films. Sem Voterston tumači glavnu ulogu novinara Sidnija Šanberga, a pridružuju mu se Heng S. Ngor kao Dit Pran i Džon Malkovič kao Al Rokof. Scenario za film, prema Šanbergovoj priči "Smrt i život Dita Prana", napisao je Brus Robinson. Muziku za film komponovao je Majk Oldfild, a orkestraciju je odradio Dejvid Bedford.
Film je ostvario uspeh i na bioskopskim blagajnama i među kritičarima. Na 57. dodeli Oskara, bio je nominovan u sedam kategorija, uključujući i onu za najbolji film. Оsvojio je tri Oskara, od kojih je najznačajniji bio onaj za najboljeg sporednog glumca uručen Ngoru, koji pre ovog filma nije imao nikakvog glumačkog iskustva. Na 38. dodeli nagrada BAFTA, film je odneo pobedu u osam kategorija, uključujući i one za najbolji film i najboljeg glumca u glavnoj ulozi (Ngor).
Tokom 1999. godine, Britanski filmski institut ga proglasio 100. najboljim britanskim filmom svih vremena. Godine 2016, britanski filmski časopis Empire ga je stavio na 86. mjesto svoje liste 100 najboljih britanskih filmova.

## Radnja
U Pnom Penu, glavnom gradu Kambodže, tоkom maja 1973. godine, kambodžanska nacionalna vojska vodi građanski rat protiv komunistčkih Crvenih Kmera zbog prelivanja Vijetnamskog rata preko državne granice.
Dit Pran, fotograf i novinar iz Kambodže i prevodilac za New York Times čeka dolazak novinara sidnija Šanberga. Šanbergov avion kasni pa on odlazi u hotel gde se susreće sa Alom Rokofom. Pran i Šanberg se vide tek kasnije, a Pran mu govori da se dogodila nesreća u gradu Nik Long; navodno su Amerikanci greškom bacili svoje B-52 bombe na grad.
Zahvaljujući Pranu, njih dvojica se krišom ukrcaju na brod i odlaze do grada, gde otkrivaju da je on zaista bombardovan i da je na stotine ljudi mrtvo i ranjeno, uključujući žene i decu. Šanberga i Prana uhapse kada pokušaju da fotografišu javnu egzekuciju dvojice pripadnika Crvenih Kmera. Kasnije ih ipak puštaju, ali je Šanberg besan kada vidi ostatak novinarske eskadrile u pratnji američke vojske, koja će svima dati ublaženu verziju čitavog događaja.
Dve godine kasnije, 1975, ambasade u prestonici lagano se evakuišu u očekivanju dolaska Crvenih Kmera. Šanberg osigurava evakuaciju za Prana, njegovu suprugu i njihovo četоero dece. Međutim, Pran insistira na tome da ostane i pomogne Šanbergu, tako da samo njegova porodica odlazi. Pripadnici Crvenih Kmera ulaze u grad, naizgled u miru. Šanberg izražava svoju skeptičnost Rokofu, koji mu govori da je upravo došao iz dela grada gde se odvijaju teške borbe. Uskoro ih pripadnici Crvenih Kmera sve zajedno uhapse i odvedu do zabačenog dela grada, gde drže i pogubljuju zatočenike. Pran nekoliko sati pokušava da nagovori Crvene Kmere da poštede život njemu i njegovim prijateljima, u čemu na kraju i uspeva. Međutim, umesto da napuste Pnom Pen i pridruže se hiljadama izbeglica koje odlaze iz grada, oni se povlače u francusku ambasadu i tamo ostaju nekoliko dana, čekajući šansu za evakuaciju.
Uskoro Crveni Kmeri naređuju da svi državljani Kambodže iz ambadase budu predani njima, a u strahu da će Kmeri napasti, ambasador pristaje. Znajući da će Pran biti zatočen ili ubijen, Rokof i kolega fotograf Džon Svejn iz The Sunday Times-a pokušavaju da mu naprave lažni britanski pasoš, ali slika koju razviju kasnije izbledi. Budući im nisu ostale nikakve druge opcije, Pran je predat Crvenim Kmerima, te je prisiljen da živi pod njihovim totalitarnim režimom.
Nekoliko meseci nakon što se vratio u Njujork, Šanberg pokušava na sve moguće načine da pronađe Prana. Piše pisma mnogim humanitarnim organizacijama i nalazi se u bliskom kontaktu s Pranovom porodicom u San Francisku. Za to vreme, u Kambodži, Pran se nalazi u radnom logoru, dok službena politika propagira kako je u toku „Nulta godina” nove države. Pran radi u poljima pirinča pod budnim okom dece oba pola, koju pripadnici Crvenih Kmera drže na visokim položajima, jer oni su budućnost njihove zemlje i još uvek su „neiskvareni od istorije. Ne mogavši više da izdrži, Pran se odlučuje na bekstvo. U početku ga ulove, ali on ponovno uspeva da pobegne zahvaljujući jednom vojniku s kojim je razgovarao pre nego što je građanski rat započeo. Tоkom svog bega on nailazi na ozloglašena polja smrti Pol Potovog režima, na kojima su ubijeni i pokopani milioni građana Kambodže.
U Sjedinjenim Državama, Šanberg prima nagradu za novinara godine za svoje tekstove koji su pokrivali probleme u Kambodži. Tоkom ceremonije, on govori prisutnima da polovina zasluga za nagradu pripada Pranu. U toaletu ga presretne Rokof, koji ga optužuje da nije učinio sve što je bilo u njegovoj moći da pronađe Prana i da je samo iskoristio njihovo prijateljstvo kako bi dobio nagradu. Iako se Šanberg u početku brani, na kraju priznaje da je Pran ostao u Kambodži zbog toga što je Šanberg to želeo.
Za to vreme, Pran je ponovo uhapšen i poslat u drugi zatvor, kod čoveka po imenu Phat, međutim, tamo se uglavnom brinuo o Phatovom malom sinu bez teškog fizičkog rada. Pran nastavlja da se ponaša kao da je maloumni seljak, uprkos nekoliko pokušaja Phata da ga ulovi u laži. Phat počinje da veruje Pranu i traži od njega da mu čuva sina u slučaju da on bude ubijen. Nakon izbijanja rata sa Vijetnamom, Pran otkriva da Phatov sin kod sebe ima američki novac i kartu na kojoj je nacrtan put do sigurnosti. U trenutku kada Phat pokuša da spreči mlade oficire Crvenih Kmera da ubiju nekoliko njegovih ljudi, ovi ga ubijaju na licu mesta.
U nastalom ludilu, Pran beži s četvоro drugih zatvorenika i Phatovim sinom, te se upuštaju na dugačak hod kroz džunglu. Kasnije se grupa odvaja i troje zatvorenika krenu u drugom smeru. Pran nastavlja da sledi ucrtani put na karti s jednim od njih. Međutim, Pranov kolega stane na skrivenu minu dok drži dete na svojim ramenima. Iako ga Pran moli da mu preda dečaka, bomba eksplodira i obojica umiru na mestu. Ostavši sam, Pran nastavlja da hoda kroz beskrajnu džunglu, ali naposletku nailazi na kamp Crvenog krsta blizu granice s Tajlandom. Nazad u Sjedinjenim Državama, Šanberg uskoro dobiјa vesti da je Pran živ i bezbedan, nakon čega odlazi do kampa Crvenog krsta i njih dvojica se ponovno susreću nakon više od četiri godine. Tokom susreta, Šanberg moli Prana za oproštaj, na što mu ovaj, pre prijateljskog zagrljala, odgovara: „Nemam šta da ti orpostim, Sidni.”

## Uloge
- Sem Voterston kao Sidni Šanberg, američki novinar The New York Times-a, koji izveštava o događajima u Kambodži. Kako je Voterstonov lik, kao i svi ostali glavni likovi, zasnovan na stvarnoj ličnosti, stvarni Šanberg je učestvovao u snimanju filma i bio je konsultant ekipi. Voterston je bio prvi izbor producenta Dejvida Patnama i reditelja Rolanda Džofea, što se nije preterano svidelo čelnicima studija, koji nisu želeli relativno anonimnog glumca, jer Voterston je do tada ostvario značajniju ulogu tek u filmu Veliki Getsbi (1974).[4] Interes za ulogu ranije su izrazili Roj Šajder, Alan Arkin i Dastin Hofman.[4] Plašeći se da bi ih, usred interesa tako velikih imena, studio mogao prisiliti da odaberu drugog glumca, Patnam i Džofe su namerno preuveličavali opasnosti snimanja na tako egzotičnoj lokaciji, uspevši time da ubede većinu poznatih glumaca da odustanu od uloge.[4]
- Heng S. Ngor kao Dit Pran, kambodžanski novinar i fotoreporter, koji je sarađivao sa Šanbergom na izradi reportaža, a kasnije postao zatočenik Crvenih Kmera. Heng je po struci bio lekar, bez ikakvog glumačkog iskustva, i lično je preživeo teror režima Crvenih Kmera; izabran je tako što ga je kasting direktor uočio na jednom venčanju u Los Anđelesu.[5] Producenti su bili oduševljeni autentičnošću njegove priče i emocija, a režiser je čak morao da koristi manipulaciju kako bi ga naterao da ne odustane od uloge, što je ovaj u nekoliko navrata hteo zbog traumatičnih iskustava. Producenti su imali velikih problema s pronalaženjem kambodžanskih glumaca jer je velik dio njih stradao pod Pol Potovim režimom, čija je službena politika uključivala likvidaciju glumaca.[4] Stvarni Pran je takođe aktivno učestvovao u snimanju filma.
- Džon Malkovič kao Al Rokof, fotoreporter i Šanbergov sаradnik. Malkovič, kome je ovo bio drugi glumački uspeh te godine (uz film Mesta u srcu), imao je vrlo ekscentričan pristup snimanju, toliko da je režiser čak upozorio Džulijana Sendsa da se pazi Malkoviča; njih dvojica su, na kraju, postali bliski prijatelji.[5] Malkovič je tokom celokupnog snimanja držao film u svojoj kameri i izrađivao je vlastite snimke tokom snimanja filma.[4] Pre nego što je uloga pripala Malkoviču, jedan od kandidata bio je Kevin Kostner.[4] Stvarni Al Rokof je bio jedini član stvarnog Šanbergovog tima, koji, zbog privatnih razmirica sa Šanbergom, nije želeo da učestvuje u snimanju filma, da bi kasnije izjavio kako je izrazito nezadovoljan načinom na koji je prikazan u filmu.[6]
- Džulijan Sends kao Džon Svejn, britanski novinar koji je bio sa Šanbergom u Kambodži. Pre nego što ju je dobio Sends, uloga je inicijalno ponuđena britanskom glumcu Najdželu Hejversu, ali je on morao da je odbije zbog rada na filmu Put u Indiju.[4] Prilikom pripreme za ulogu, Sends je mnogo razgovarao i družio se sa stvarnim Svejnom, koji je aktivno učestvovao u nastanku filma.

Svi ostali likovi u filmu bili su sporedni. Tako se Spolding Grej pojavio kao američki ambasador u Pnom Penu, dok je Krejg T. Nelson tumačio vojnog atašea. Džoana Merlin se pojavila u filmu kao Šanbergova sestra. Bil Paterson i Atol Fugard su se pojavili u ulogama stranih lekara, Makentajera i Sandesvala. Od značajnijih imena, u filmu se pojavljuju još i Grejam Kenedi, Patrik Malahajd i Nel Kembel.

## Produkcija
Tada primarno poznat kao glumac, Brus Robinson je došao kod producenta Dejvida Patnama sа nacrtom scenarija za film koji je imao čak 300 stranica. Patnamu se scenario svideo, pa je započeo razgovore s brojnim rediteljima, među kojima je bio i slavni Kosta Gavras. U intervjuu za novine The Guardian, Roland Džofe, kome je ovo bio debitantski film, objasnio je kako bio toliko oduševljen strašću i energijom scenarija da nije mogao da prestane da ga čita, pa je Patnamu rekao kako će, ko god preuzme film, morati da bude oprezan jer se ne radi o klasičnom ratnom filmu, već o emotivnoj priči o ljudskim odnosima, rađanju prijateljstva i uticaju koji ono ima na nas. Patnamov poziv opisao je kao „poziv u Holivud”.
Patnam i Džofe se nisu čuli šest meseci kada su se slučajno sreli; Patnam je rekao da je razgovarao s većinom režisera, među kojima su bila i neka velika imena, ali je dodao kako niko, osim Džofea, nije zaista razumeo scenario. U tom trenutku je Džofe, koji je sam priznao da nije bio preterano informisan o događajima u Kambodži, dobio angažman. 

„Polja smrti su bila mesta na kojima su Crveni Kmeri ubijali ljude i bacali njihove leševe. Te scene smo snimali na poljima izvan Bangkoka. Mnogo jako realističnih leševa bilo je izloženo na setu. Sve je to bilo jako uznemirujuće: tokom snimanja bi vas prolazili jezivi trnci kroz kičmu. Kada je žena jednog farmera izašla rano ujutro i videla ih, jadnica, nastala je opšta panika.”

—Roland Džofe
Film je većim delom sniman u Tajlandu, uz nekoliko scena koje su naknadno snimane u San Diјegu. Tajlandskim vlastima je takav rasplet odgovarao iz političkih razloga, zbog čega ekipa nije imala nikakvih problema prilikom snimanja. Glumac Džulijan Sends je proces odabira glumaca opisao izvanrednim, tvrdeći da dotad (imao je 24 godine) nije nikada susreo ništa tako rigorozno. Patnam i Džofe su, urpkos zahtevima studija, želeli glumačku ekipu koja nije imala previše iskustva, zbog čega su čak i isticali potencijalnu opasnost snimanja na egzotičnim lokacijama, što je odbilo većinu velikih imena. Patnam je želeo svežinu od svoje ekipe, tako da je često tražio od kandidata da improvizuju. Nakon otprilike mesec dana, ekipa je bila formirana. Sem Voterston, Heng S. Ngor i Džon Malkovič nisu prolazili kroz tako rigorizan proces audicija, ali i njihovi susreti s Patnamom su bili prilično intenzivni.
Realističnost filma bila je jedna od odlika koje su produkcija i reditelj želeli da realizuju, pri čemu je velika pažnja posvećena surovosti samog materijala, ali i autentičnosti statista. Njih čak 3.000 korišteno je tokom scene evakuacije Pnom Pena, a svi članovi ekipe koji su nosili oružje morali su da prođu posebnu obuku. Inicijalna ideja bila je toliko realistična da Heng isprva nije hteo da učestvuje u filmu, a tokom snimanja je jednom prilikom čak i pobegao sa seta jer mu je scena izazvala bujicu traumatičnih sećanja. Džofe je takođe izjavio kako su realistični leševi izazivali jezu među ekipom tokom snimanja, što je bio rezultat rada iskusnih Krisa Mengesa (direktora fotografije) i Roja Vokera (scenografa), koji su ranije radili sa Stenlijem Kјubrikom. Ironično, Kјubrik je ranije imao nameru da snimi ovaj film, ali mu je jedan kolega sugerisao kako je priča bila neprenosiva na filmsko platno.
Većina stvarnih učesnika novinarskog poduhvata koji je inspirisao film radilo je i na stvaranju istog; izuzetak je bio samo snimatelj Al Rokof, čiji čik tumači Malkovič, koji nije želeo da ima nikakve veze sa filmom. Sends je ispričao kako je mnogo vremena proveo u razgovoru sa stvarnim Džonom Svejnom, koji je tada boravio u Bangkoku i „fotografisao mene kako fotografišem njega”. Sends se posebno zbližio sa Malkovičem, koji je tokom snimanja sve vreme imao film u svojoj kameri, pa je sačuvao materijal sa snimanja; njih dvojica su redovno tokom snimanja citirali, što pogrešno, što ispravno, Harolda Pintera.

### Kasting Henga S. Ngora
Heng S. Ngor, koji u filmu tumači Dita Prana, lično je preživio teror i radne logore Crvenih Kmera. Doktor po struci, Heng je bio očigledna meta Crvenih Kmera, ali je preživeo skrivajući svoj identitet godinama, pre nego je uspešno pobegao u Tajland. Pre ovoga filma, nije imao nikakvog glumačkog iskustva, a za ulogu ga je predložio kasting direktor, Pet Golden, koji ga je video na jednom kambodžanskom venčanju u Los Anđelesu. Predložio ga je Džofeu, koji ga je kasnije opisao kao izvanrednu osobu, koji je bio oduševljen uvjerljivošću njegovih emocija. Heng je zbog traumatičnosti iskustava isprva odbio da glumi u filmu, ali je Džofe uspeo da ga nagovori, priznavši čak kako je bio i nepravedno manipulativan.
Džulijan Sends je kasnije izjavio kako je činjenica da Heng nije imao glumačkog iskustva bila preterano isticana. Međutim, Džon Malkovič je zaustavio sve priče rekavši kako je Heng celi svoj život morao da glumi, odnosno kako čovek mora biti vraški dobar glumac da preživi Crvene Kmere. Sam Heng je za časopis People 1985. godine izjavio sledeće: „Želeo sam da pokažem svetu koliko je teška glad u Kambodži, koliko je ljudi umrlo pod komunističkim režimom. Moje srce je mirno. Uradio sam nešto savršeno”.
Nekoliko meseci nakon premijere, Heng S. Ngor je nagrađen Oskarom za najboljeg sporednog glumca, pridodavši ga ranije osvojenim Zlatnom globusu i nagradi BAFTA.

## Muzika
Muziku za film komponovao je Majk Oldfild. Album, The Killing Fields: Original Film Soundtrack, objavljen je 26. novembra 1984. godine kao LP ploča, CD i audio kaseta. Bio je ovo Oldfildov ukupno deseti album i njegov prvi album filmske muzike; iako su neke njegove kompozicije i ranije korišćene u filmovima, ovo je bio prvi put da je Oldfild napisao muziku ciljano za film. Oldfild je bio principijelni instrumentalista na albumu, a uz njega su se pojavili još i Preston Hejman, kao i Moris Pert. Orkestraciju muzike uradio je Dejvid Bedford, dok je dirigent bio Eberhard Šener. Na realizaciji albuma učestvovali su i Bavarski državni orkestar i dečački hor iz Bad Telca.
Dvostrano izdanje inicijalno je imalo 17 kompozicija, od kojih je kompozicija Étude izdata kao singl. Ova kompozicija bila je Oldfildov aranžman etide Fransiska Tarege. Album je reizdat 2016. godine u remasterovanom formatu sа ukupno 19 kompozicija; na reizdanju su dodate singl verzija kompozicija Evacuation i Étude.

## Distribucija
Film je premijerno prikazan 2. novembra 1984. godine; sve do 1. februara 1985. godine imao je ograničenu bioskopsku distribuciju. Od 1. februarа pa sve do 7. aprila 1985. godine, film Polja smrti je imao široku distribuciju te je, na vrhuncu, bio prikazivan u više od 650 američkih bioskopa. Ukupna bioskopska distribucija u Sjedinjenim Državama trajala je 23 nedelje.
Film je u nekoliko navrata izdat na DVD-u za severnoameričko tržište, prvi put 2001. godine. U Australiji se na DVD-u pojavio 2010. godine. Warner Bros. je izdao film na diskovima (DVD i kasniji Blu-ray) u sklopu svoje Warner Archive kolekcije. Godine 2014, izdato je posebno Blu-ray povodom 30. godišnjice filma.

## Prijem

### Zarada
Sа budžetom od 14 miliona dolara, film Polja smrti je ukupno zaradio 34.700.291 dolara. Na bioskopskim blagajnama za 1984. godinu, film je završio na 25. mestu, iza drame Mesta u srcu, a ispred horora Petak trinaesti 4: Poslednje poglavlje.
U prvoј nedelji široke distribucije (februara 1985), film je zaradio 3.019.640 dolara, pa je završio na drugom mestu, iza komedije Policajac sa Beverli Hilsa. Ukupna bioskopska distribucija trajala je 24 nedelje, a film je prikazan u više od 660 bioskopa.

### Kritike
Film Polja smrti je prošao izrazito dobro među kritičarima i proglašen je kritički jednim od najboljih filmova te godine. Na portalu Rotten Tomatoes, film drži rejting odobravanja od 93%, uz prosečnu ocjenu 8,3/10; kritički konsenzus glasi: „Umetnički komponovan, uz moćnu glumu i vođen snažnim spojem besa i empatije, Polja smrti su karijerni trijumf za režisera Rolanda Džofea i remek-delo britanske kinematografije”. Na portalu IMDb, film drži prosječnu ocenu 7,9/10, na osnovu više od 45.000 ocena.
Rodžer Ibert je, pišući za Chicago Sun-Times, napisao sledeće: „Film je majstorsko ostvarenje na svim tehničkim nivoima — posebno dobar posao čini s uverljivošću azijskih lokacija — ali najbolji trenuci su oni ljudski, razgovori, razmene poverenja, čekanje, iznenadni strah, brzi ispadi nasilja, očaj”. Aleks fon Tanzelman je takođe pohvalila film, pišući o njegovom istorijskom kredibilitetu za The Guardian. Posebno je pohvalila glumačku postavu i naglasila kako se radi o majstorskom primeru istorijskog filma, koji verno i autentično prikazuje temu koju obrađuje, nezavisno od sitnih grešаka. Filmu je dao ocjenu "A-".

## Nagrade
| Godina | Nagrada                                           | Kategorija                                     | Ishod      | Dobitnik       | Beleške                                                   |
| ------ | ------------------------------------------------- | ---------------------------------------------- | ---------- | -------------- | --------------------------------------------------------- |
| 1984.  | Nagrade Udruženja filmskih kritičara Los Anđelesa | Najbolji sporedni glumac                       | Номинација | Džon Malkovič  | Takođe nominovan za film Mesta u srcu.                    |
| 1984.  | Nagrade Udruženja filmskih kritičara Los Anđelesa | Najbolja fotografija                           | Освојено   | Kris Menges    |                                                           |
| 1984.  | Nagrade Kruga filmskih kritičara Njujorka         | Najbolji film                                  | Номинација |                | Drugo mesto, iza filma Put u Indiju.                      |
| 1984.  | Nagrade Kruga filmskih kritičara Njujorka         | Najbolja fotografija                           | Освојено   | Kris Menges    |                                                           |
| 1984.  | Nagrade Britanskog društva direktora fotografija  | Najbolja fotografija                           | Освојено   | Kris Menges    |                                                           |
| 1985.  | Oskar                                             | Najbolji film                                  | Номинација | Dejvid Patnam  |                                                           |
| 1985.  | Oskar                                             | Najbolji režiser                               | Номинација | Roland Džofe   |                                                           |
| 1985.  | Oskar                                             | Najbolji glumac                                | Номинација | Sem Voterston  |                                                           |
| 1985.  | Oskar                                             | Najbolji sporedni glumac                       | Освојено   | Heng S. Ngor   |                                                           |
| 1985.  | Oskar                                             | Najbolji adaptirani scenario                   | Номинација | Brus Robinson  |                                                           |
| 1985.  | Oskar                                             | Najbolja fotografija                           | Освојено   | Kris Menges    |                                                           |
| 1985.  | Oskar                                             | Najbolja montaža                               | Освојено   | Džim Klark     |                                                           |
| 1985.  | Nagrade Zlatni globus                             | Najbolji igrani film – drama                   | Номинација | Dejvid Patnam  |                                                           |
| 1985.  | Nagrade Zlatni globus                             | Najbolji režiser                               | Номинација | Roland Džofe   |                                                           |
| 1985.  | Nagrade Zlatni globus                             | Najbolji glumac u igranom filmu – drama        | Номинација | Sem Voterston  |                                                           |
| 1985.  | Nagrade Zlatni globus                             | Najbolji sporedni glumac u igranom filmu       | Освојено   | Heng S. Ngor   |                                                           |
| 1985.  | Nagrade Zlatni globus                             | Najbolji scenario                              | Номинација | Brus Robinson  |                                                           |
| 1985.  | Nagrade Zlatni globus                             | Najbolja originalna muzika                     | Номинација | Majk Oldfild   |                                                           |
| 1985.  | Nagrade BAFTA                                     | Najbolji film                                  | Освојено   | Dejvid Patnam  |                                                           |
| 1985.  | Nagrade BAFTA                                     | Najbolja režija                                | Номинација | Roland Džofe   |                                                           |
| 1985.  | Nagrade BAFTA                                     | Najbolji glumac u glavnoj ulozi                | Освојено   | Heng S. Ngor   |                                                           |
| 1985.  | Nagrade BAFTA                                     | Najbolji glumac u glavnoj ulozi                | Номинација | Sem Voterston  |                                                           |
| 1985.  | Nagrade BAFTA                                     | Najbolji adaptirani scenario                   | Освојено   | Brus Robinson  |                                                           |
| 1985.  | Nagrade BAFTA                                     | Najbolja filmska muzika                        | Номинација | Majk Oldfild   |                                                           |
| 1985.  | Nagrade BAFTA                                     | Najbolja fotografija                           | Освојено   | Kris Menges    |                                                           |
| 1985.  | Nagrade BAFTA                                     | Najbolja scenografija                          | Освојено   | Roj Voker      |                                                           |
| 1985.  | Nagrade BAFTA                                     | Najbolja montaža                               | Освојено   | Džim Klark     |                                                           |
| 1985.  | Nagrade BAFTA                                     | Najbolji zvuk                                  | Освојено   | Ijan Fuler     |                                                           |
| 1985.  | Nagrade BAFTA                                     | Najbolji zvuk                                  | Освојено   | Klajv Vinter   |                                                           |
| 1985.  | Nagrade BAFTA                                     | Najbolji zvuk                                  | Освојено   | Bil Rou        |                                                           |
| 1985.  | Nagrade BAFTA                                     | Najbolji specijalni vizualni efekti            | Номинација | Fred Krejmer   |                                                           |
| 1985.  | Nagrade BAFTA                                     | Najbolja šminka i frizura                      | Номинација | Tomi Manderson |                                                           |
| 1985.  | Nagrade BAFTA                                     | Najbolji debitant u glavnoj ulozi              | Освојено   | Heng S. Ngor   | Heng je bio poslednji dobitnik ove nagrade.               |
| 1985.  | Nagrade Edi                                       | Najbolje montirani igrani film                 | Номинација | Džim Klark     |                                                           |
| 1985.  | Nagrade Bostonskog društva filmskih kritičara     | Najbolji film                                  | Освојено   |                |                                                           |
| 1985.  | Nagrade Bostonskog društva filmskih kritičara     | Najbolji glumac                                | Освојено   | Heng S. Ngor   |                                                           |
| 1985.  | Nagrade Bostonskog društva filmskih kritičara     | Najbolji sporedni glumac                       | Освојено   | Džon Malkovič  | Nagrađen i za film Mesta u srcu.                          |
| 1985.  | Nagrade Bostonskog društva filmskih kritičara     | Najbolja fotografija                           | Освојено   | Kris Menges    |                                                           |
| 1985.  | Nagrade David di Donatelo                         | Najbolji strani film                           | Номинација | Roland Džofe   | Film je nominovan kao kandidat za Ujedinjeno Kraljevstvo. |
| 1985.  | Nagrade David di Donatelo                         | Najbolji strani režiser                        | Номинација | Roland Džofe   |                                                           |
| 1985.  | Nagrade David di Donatelo                         | Najbolji strani producent                      | Освојено   | Dejvid Patnam  |                                                           |
| 1985.  | Nagrade Udruženja režisera Amerike                | Izvanredno režijsko postignuće u igranom filmu | Номинација | Roland Džofe   |                                                           |
| 1985.  | Nagrade Nacionalnog društva filmskih kritičara    | Najbolji sporedeni glumac                      | Освојено   | Džon Malkovič  | Nagrađen i za film Mesta u srcu.                          |
| 1985.  | Nagrade Nacionalnog društva filmskih kritičara    | Najbolja fotografija                           | Освојено   | Kris Menges    |                                                           |
| 1985.  | Nagrade Udruženja scenarista Amerike              | Najbolji adaptirani scenario                   | Освојено   | Brus Robinson  |                                                           |
| 1986.  | Filmske nagrade Japanske akademije                | Najbolji film na stranom jeziku                | Номинација |                | Film je nominovan kao kandidat za Ujedinjeno Kraljevstvo. |
| 1986.  | Nagrade Sezar                                     | Najbolji strani film                           | Номинација | Roland Džofe   | Film je nominovan kao kandidat za Ujedinjeno Kraljevstvo. |
| 1986.  | Udruženje nemačkih art bioskopa                   | Najbolji strani film                           | Освојено   | Roland Džofe   | Film je nominovan kao kandidat za Ujedinjeno Kraljevstvo. |
| 1986.  | Nagrade Kruga filmskih kritičara Londona          | Režiser godine                                 | Освојено   | Roland Džofe   |                                                           |
| 1988.  | Nagrade Društva političkih filmova                | Posebna nagrada                                | Освојено   |                |                                                           |

## Povezana dela
Scenariо Brusa Robinsona je bio adaptacija novinske priče Smrt i život Dita Prana: Priča o Kambodži, koju je napisao Sidni Šanberg, a objavljena je u novinama The New York Times Magazine.
Dve godine nakon premijere filma, glumac Spolding Grej, koji je imao malu ulogu u filmu kao američki konzul, napisao je monodramu Swimming to Cambodia, koju će naredne godine ekranizovati Džonatan Demi, zasnovanu na njegovim iskustvima tokom snimanja filma. Kristofer Hadson je kasnije napisao knjigu po filmu.

## Spoljašnje veze
- The Killing Fields на веб-сајту  (језик: енглески)
- The Killing Fields на веб-сајту  (језик: енглески)
- The Killing Fields на веб-сајту  (језик: енглески)
- Film review by Tim Dirks
- Mike Oldfield Discography (Tubular.net) – The Killing Fields